# Miluše Klímová
Miluše Klímová (25. dubna 1924 – ???) byla česká a československá politička Komunistické strany Československa a poúnorová poslankyně Národního shromáždění ČSR.

## Biografie
Po volbách roku 1948 byla zvolena do Národního shromáždění za KSČ ve volebním kraji Karlovy Vary. Mandát nabyla až dodatečně v březnu 1952 jako náhradnice poté, co rezignoval poslanec Bohumil Patera. V parlamentu setrvala až do konce funkčního období, tedy do voleb v roce 1954.